# Како, Сатоси

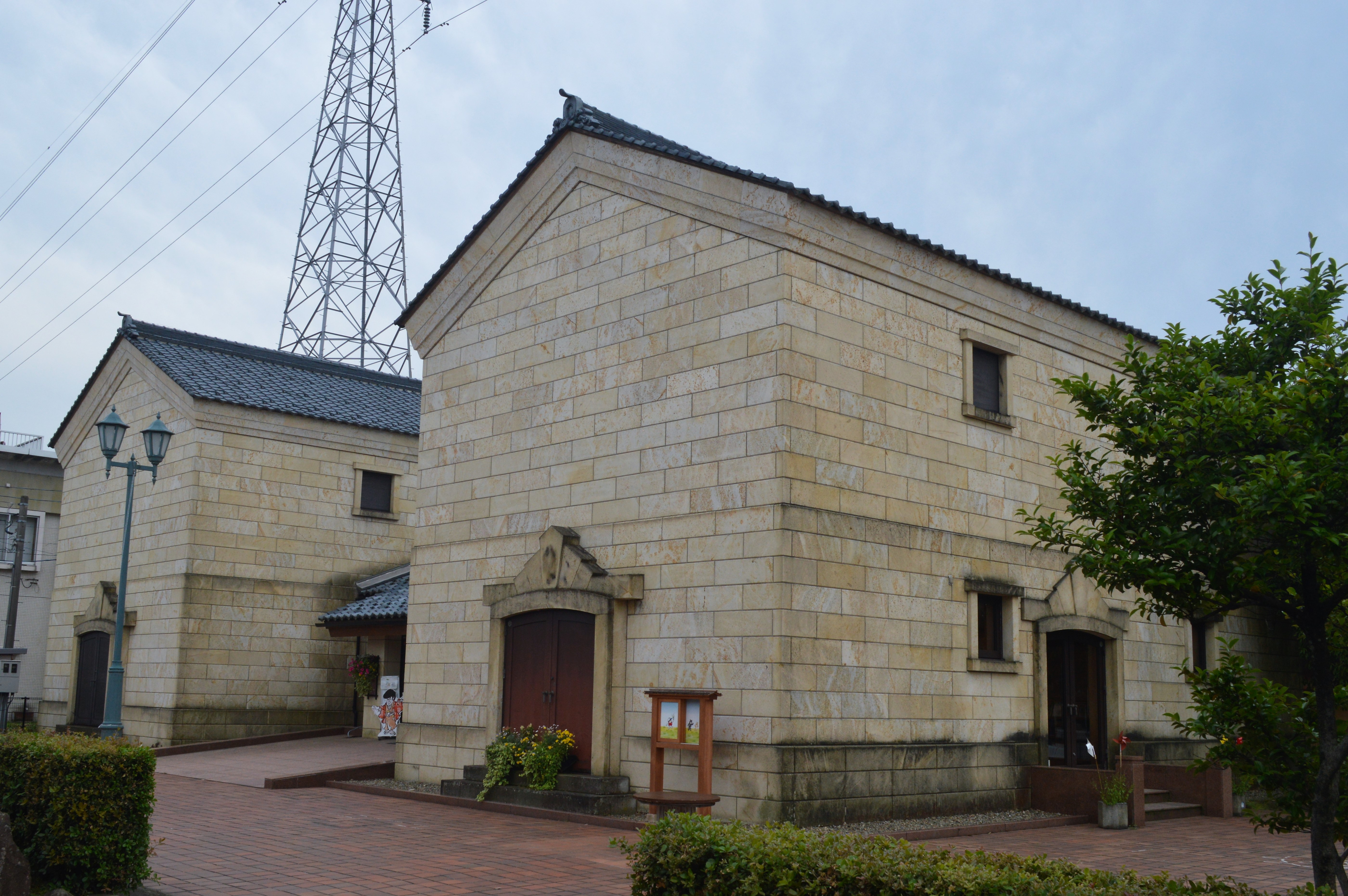
Музей Сатоси Како в родном городе Этидзен

Сатоси Како (31 марта 1926 — 2 мая 2018) — японский писатель

 и иллюстратор детских книг.

## Жизнь
Сатоси Како родился в префектуре Фукуи 31 марта 1926 года, и в возрасте 8 лет вместе с семьей переехал в Токио. Он учился в 9 средней школе префектуры Токио (современная старшая школа Токийского метрополитена Китадзоно) и старшей средней школе Сэйкей, а после школы поступил на факультет прикладной химии Токийского университета.
Его отец — Кусатао Накамура — был учителем в средней школе Сэйкэй. В 1942 году, во время службы на авианосце «Сорю», погиб в битве за Мидуэй.
После войны Сатоси Како получил специальность прикладного химика, но позже стал работать как химик-технолог. В Японии он наиболее известен своими просветительскими работами, в которых сочетаются его технологическое и научное образование с любовью к рассказыванию историй.
В 1946 году Сатоси Како вступил в Общество театральных исследований и начал писать театральные сценарии для детей, а также проектировать и производить сценические декорации.
После окончания университета в 1948 году он устроился на работу в японскую химико-технологическую корпорацию Showa Denko, продолжая работать в Обществе театральных исследований. Устраивал кукольные представления для детей и камисибай (театральные представления с картинками).
В 1962 году он получил степень доктора в области инженерии в Токийском технологическом институте за «Исследование кондиционирования и удобрения почвы на основе продуктов окисления лигнита». В 1966 году он получил квалификацию инженера в области химии.
Его первой книгой с картинками была «Даму но Одзисанс» (1959). После ухода из Showa Denko в 1973 году в возрасте 47 лет он начал плодотворно заниматься творческой деятельностью.
Одним из самых известных произведений Како является книга для самых маленьких детей — «История твоих зубов», которая была написана в ответ на широко распространенные проблемы с зубами у японских детей в 1970-х годах.
Его основные работы — серия «Книга историй Како Сатоси», «Красивая картинка», серия «Дарума-тян», «Где Токо-тян», серия «Книга тела Како Сатоси». Он выпустил более 600 произведений, включая руководство по традиционным детским играм.
Сатоси Како умер 2 мая 2018 года от хронической почечной недостаточности в возрасте 92 лет.

## Награды
- Специальная премия Такахаси Гозана в 1985 году.[2]

## Дань уважения
31 марта 2023 года Google отпраздновала 97-й день рождения Сатоси Како с помощью дудла.